# Seychellen-Flughund
Der Seychellen-Flughund (Pteropus seychellensis) ist ein Flughund, der auf den Seychellen sowie auf den Komoren und der Insel Mafia in Tansania vorkommt. Er ist ein wichtiger Bestandteil des Ökosystems der Inseln und verbreitet die Samen vieler Baumarten. Obwohl er auf einigen Inseln zur Fleischgewinnung gejagt wird, ist er nach wie vor weit verbreitet. Besonders häufig ist er auf der Insel Silhouette anzutreffen.

## Unterarten
Es werden zwei Unterarten unterschieden:
- Pteropus seychellensis seychellensis
- Pteropus seychellensis comorensis

## Merkmale
Erwachsene Exemplare sind durchschnittlich 235 mm lang, schwanzlos und wiegen 370 bis 390 g. Die Unterarme erreichen eine Länge von 147 bis 158 mm, wobei die Variation bei Männchen größer ist. Das Gesicht ist wie bei einem Fuchs geformt. Es ist an der Schnauze dunkelbraun und in anderen Bereichen gelbbraun gefärbt. Vor den nackten braunen Ohren befindet sich kein dunkler Fleck. Bei beiden Geschlechtern kommt auf der Oberseite schwarzbraunes Fell mit wenigen eingestreuten grauen Haaren vor. Um die Schultern ist ein Mantel aus goldgelben Haaren vorhanden, die bei Männchen meist borstiger sind. Vom dunkelbraunen Kinn über die gleichfarbige Kehle geht das Fell der Unterseite in eine orangebraune Färbung über. Der Seychellen-Flughund hat schwarzbraune Flughäute.

## Lebensweise
Dieser Flughund hält sich vorwiegend im Flachland auf. Es ist nicht dokumentiert, ob er die bis zu 1000 Meter hohen Gipfel der Inseln erreicht. Der Seychellen-Flughund lebt in Wäldern und besucht Plantagen. Er ernährt sich von Früchten, Pollen, Nektar und gelegentlich von Blättern. Typische Nahrungspflanzen zählen zu den Gattungen Mangos, Papayabäume, Myrobalanen, Affenbrotbäume, Ceiba, Feigen, Kirschmyrten, Bananen, Syzygium und Korallenbäume.
Die Tiere ruhen am Tage im Blattwerk der Bäume und bilden Kolonien mit 20 bis 2000 Mitgliedern von unterschiedlicher Zusammensetzung. Sie fliegen etwa 5 Kilometer oder etwas länger zum Futterplatz. Am Rastplatz ist der Seychellen-Flughund oft lautstark und geruchsintensiv. Kurze Tauchgänge ins Meer dienen vermutlich zur Salzaufnahme oder zur Abwehr von Parasiten. Bei Weibchen kommt jährlich ein Wurf mit einem Neugeborenen vor. Auf den Komoren erfolgt die Paarung zwischen April und Juni während des Übergangs der Regen- zur Trockenzeit. Flugunfähige Jungtiere halten sich im Fell der Mutter fest.

## Gefährdung
Gelegentlich werden Exemplare als Bushmeat gejagt und einige Individuen werden als Fruchtdiebe bekämpft. Die IUCN listet den Seychellen-Flughund als nicht gefährdet (least concern) aufgrund einer stabilen Gesamtpopulation.